# Bboy Dol
본명은 '박진형'
생년월일은 1987년 7월 17일, 서울특별시에서 태어났다
MB크루 소속이며
키는 180cm, 몸무게 70kg, 혈액형은 B형이다
친형은 MB크루의 원년 멤버인 라쿤이 있다.

인스타그램 https://www.instagram.com/bboydol/
트위터 https://twitter.com/pjh1g56
페이스북 https://www.facebook.com/mbcrewdol

## 학력사항
- 2009~2017 : 한국방송통신대학교 문화교약학과 학사
- 2006~2009 : 서일대학 레크리에이션과 전문학사'

## 수상내역
- 2019 : BBIC 1:1 Bboy Battle 우승
- 2009 : 몬스터잼 준우승 (엠비크루)